# Поджофьорито
Поджофьорито (итал. Poggiofiorito) — коммуна в Италии, располагается в регионе Абруццо, в провинции Кьети.
Население составляет 976 человек (2008 г.), плотность населения составляет 107 чел./км². Занимает площадь 9 км². Почтовый индекс — 66030. Телефонный код — 0871.
Покровителем коммуны почитается святой апостол Матфей, празднование 21 сентября.

## Демография
Динамика населения:

## Администрация коммуны
- Официальный сайт: